# Bocja czerwonopłetwa
Bocja czerwonopłetwa (Yasuhikotakia lecontei), nazywana też bocją srebrną (ang. silver loach). – gatunek słodkowodnej ryby karpiokształtnej z rodziny Botiidae, początkowo zaliczany do rodzaju Botia. Spotykana w hodowlach akwariowych.

## Występowanie
Dorzecze Mekongu w Azji południowo-wschodniej.

## Opis
Ryby stadne, towarzyskie. Powinny przebywać w grupie przynajmniej kilku osobników. Mogą przebywać w akwariach wielogatunkowych. Żywią się bezkręgowcami, owadami i ślimakami, które sprawnie wydobywają z muszli. Dorastają do około 15 cm.
| Zalecane warunki w akwarium | Zalecane warunki w akwarium                          |
| --------------------------- | ---------------------------------------------------- |
| Zbiornik                    | średni, gęsto obsadzony roślinami, wskazane kryjówki |
| Temperatura wody            | 24–28 °C                                             |
| Twardość wody               | miękka do średnio twardej 4–12°n                     |
| Skala pH                    | 6,0–6,5                                              |
| Pokarm                      | żywy, mrożony i suchy                                |